# Tsuneko Okazaki
En aquest nom japonès, el cognom és Okazaki.
Tsuneko Okazaki (japonès: 岡崎恒子)  (Nagoya, 7 de juny de 1933) és una científica japonesa coneguda pel descobriment i recerca, junt amb el seu marit Reiji, dels fragments d'Okazaki. Va ser reconeguda, juntament amb el seu marit, per la seva hipòtesi de 1968 sobre la replicació discontínua de l'ADN i el paper dels fragments d'Okazaki en la seva replicació.
Okazaki va néixer a la prefectura japonesa d'Aichi el 1933. Es va doctorar a la facultat de ciències de la Universitat de Nagoya el 1956, que va ser l'any en què va conèixer el seu marit, Reiji Okazaki. El 1968, Reiji i Tsuneko van publicar a la revista PNAS els seus descobriments sobre els fragments d'Okazaki.

## Reconeixements
L'any 2000 va guanyar el premi L'Oréal-UNESCO per a dones en la ciència.
El 2015, la Universitat de Nagoya va crear el Premi Tsuneko i Reiji Okazaki, «en honor de l'esperit i llegat dels professors Okazaki». També el 2015 va ser escollida Persona de Mèrit Cultural.